# Karl Karlsson (Bonde)

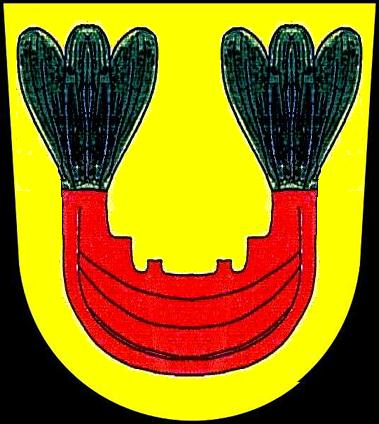
Ätten Bondes vapen.

Karl Karlsson (Bonde), född omkring 1465, var son till kung Karl Knutsson (Bonde) och drottning Kristina Abrahamsdotter.
Karl legitimerades som äkta son till sin far när denne mot slutet av sin levnad gifte sig med sin tidigare frilla Kristina för att sonen skulle kunna ärva tronen. Han utmanövrerades dock av Sten Sture den äldre och kom aldrig i besittning av mer än delar av sitt farsarv. 
En person som troligen är identisk med honom gjorde i Stockholms rådstuga 1488 anspråk på ett antal värdeföremål, som rådmannen Arvid Olsson förvarat åt honom fram till sin död. Denne Karl Karlsson lyckades med stöd av ett brev från Sten Sture få föremålen överlämnade till dennes ställföreträdare Nils Sture, som troligen överlämnade dem till Karl. Johannes Magnus skrev att Karl "levde och åldrades i urusla villkor".